# محمود گودرزی
محمود گودرزی (زاده ۱۳۳۴ ملایر) سیاستمدار، کشتی‌گیر سابق، استاد تمام دانشکدۀ تربیت بدنی و علوم ورزشی دانشگاه تهران، وزیر سابق وزارت ورزش و جوانان و دبیر شورای عالی جوانان جمهوری اسلامی ایران بوده‌است.

## سوابق ورزشی
گودرزی از سال ۱۳۴۸ تا ۱۳۵۷ به ورزش کشتی پرداخته و از موفقیت‌های او در این دوره می‌توان به کسب پیروزی برابر محمد بنا، مربی سابق تیم ملی کشتی فرنگی ایران اشاره کرد. 
همچنین وی تألیفات متعددی در زمینۀ علوم ورزشی داشته و در مجلات و سمینارهای علمی در این حوزه مقالات متعددی را ارائه داده‌است.
گودرزی مدتی نیز به مربیگری ورزش کشتی در سطوح مختلف پرداخته‌است.

## سوابق اجرایی و مسئولیت‌ها
- رئیس فدراسیون تیراندازی کشور ۶۱–۵۹
- معاون فنی سازمان تربیت بدنی جمهوری اسلامی ایران از سال ۶۱–۵۹
- مسئول تربیت بدنی جهاد دانشگاهی ۶۸–۱۳۶۳
- مدیر کل تربیت بدنی دانشگاه تهران - ۹ سال
- مشارکت در بنیان‌گذاری دانشکده تربیت بدنی دانشگاه تهران
- معاون اداری و مالی دانشکده تربیت بدنی (۷سال)
- مشاور آموزشی و تحقیقاتی رئیس سازمان تربیت بدنی۶۵–۶۴
- بنیانگذار انستیتوی تربیت داوران و مربیان کشور
- رئیس دانشکده تربیت بدنی دانشگاه تهران (۱۳۷۶ تا ۱۳۸۱)
- راه‌اندازی و بنیانگذاری اولین مجله علمی پژوهشی ورزش (حرکت) در ایران
- مجری احداث طرحهای عمرانی دانشکده تربیت بدنی و علوم ورزشی دانشگاه تهران
- بنیانگذار و سردبیر نشریه آموزشی ورزش، دانشگاه، انقلاب (جهاد دانشگاهی) سال ۱۳۶۵
- معاون تحصیلات تکمیلی دانشکده تربیت بدنی دانشگاه
- تأسیس ۴ نشریه علمی پژوهشی
- بنیان‌گذار و سردبیر ژورنال بین‌المللی WJSS
- معاون آموزشی پژوهشی پردیس علوم اجتماعی و رفتاری دانشگاه تهران
- رئیس دانشکده تربیت بدنی دانشگاه تهران (۱۳۸۷ تا ۱۳۹۲)

## وزارت ورزش و جوانان دولت یازدهم
پس از آن که مجلس شورای اسلامی به مسعود سلطانی فر، رضا صالحی امیری و نصرالله سجادی، به عنوان وزیر ورزش و جوانان رأی اعتماد نداد، حسن روحانی در عصر ۱۹ آبان ۱۳۹۲، محمود گودرزی را به عنوان چهارمین وزیر پیشنهادی وزارت ورزش و جوانان دولت یازدهم به مجلس شورای اسلامی معرفی کرد. پیش از رأی اعتماد به وی، تعدادی از نمایندگان مجلس از جمله فاطمه آلیا از نقش گودرزی در حوادث پس از انتخابات ۱۳۸۸ سخن گفتند و احتمال رأی آوری وی را پایین دانستند. با این حال در ۲۶ آبان ۱۳۹۲ صلاحیت گودرزی در مجلس مورد بررسی قرار گرفت و وی با کسب ۱۹۹ رأی موافق، ۴۴ رأی مخالف و ۲۴ رأی ممتنع توانست به عنوان وزیر ورزش و جوانان از مجلس رأی اعتماد بگیرد. وی برنامه خود برای وزارت را ورزش پاک، معنوی و معرفتی عنوان کرد. محمود گودرزی در بیست و هفتم مهر ماه ۹۵ از سمت خود استعفا کرد.

## شورای عالی جوانان
حسن روحانی در طی حکمی، گودرزی را در تاریخ ۸ شهریور ۱۳۹۳، به عنوان دبیر شورای عالی جوانان منصوب کرد.